# Vasil Kolarov
Vasil Petrov Kolarov (în bulgară Васил Петров Коларов) (n. 16 iulie 1877, Șumen, Imperiul Otoman, astăzi în Bulgaria - d. 23 ianuarie 1950, Sofia) a fost un lider comunist și academician bulgar, care a îndeplinit funcțiile de scretar-general al Cominternului (1922-1924), președinte interimar (1946-1947) și prim-ministru al Bulgariei (1949-1950).

## Biografie
Kolarov s-a născut în orașul Șumen din Imperiul Otoman (astăzi în Bulgaria). După absolvirea Liceului la Varna, a lucrat ca profesor la Nicopole între anii 1895-1897, aderând la Partidul Social-Democrat al Muncitorilor din Bulgaria (BWSDP). A studiat apoi dreptul la Aix-en-Provence (Franța) și Geneva. După absolvirea studiilor juridice în 1900, Kolarov a profesat ca avocat în orașul său natal și, din 1904, la Plovdiv. El a participat ca ofițer în rezervă (sublocotenent) la războaiele balcanice (1912-1913).
După ruptura ideologică a BWSDP, Kolarov a rămas în aripa revoluționară redusă numeric a lui Dimitar Blagoev și a fost ales ulterior în Adunarea Națională (parlament) în 1913 și 1920. În acel timp, el s-a aflat printre conducătorii Partidului Comunist Bulgar, fiind ales în 1919 ca secretar al Comitetului Central și a condus delegația bulgară la Congresele al II-lea și al III-lea ale Cominternului în 1921 și 1922. Participant activ la Comintern, Kolarov a fost ales secretarul său general între anii 1922-1924, luând parte la congresele partidelor comuniste din Germania, Italia, Franța, Norvegia, Cehoslovacia, Mongolia etc. 
În 1923, împreună cu Gheorghi Dimitrov, el a condus o revoltă populară comunistă împotriva guvernului condus de Aleksandar Tzankov. După eșuarea revoltei, a fugit în Iugoslavia și apoi în Austria, unde a organizat o agenție a PCB. La sfârșitul anului 1923, s-a întors în Uniunea Sovietică și s-a stabilit la Moscova. În timpul exilului său, a îndeplinit diverse posturi academice și politice în Uniunea Sovietică și în Comintern. După moartea lui Dimitar Blagoev în 1924, Vasil Kolarov a devenit conducătorul extern al Biroului Comitetului Central al Partidului Comunist Bulgar. După incendierea Reichstagului (1933), a fost înlocuit la conducere de către Gheorghi Dimitrov, care dobândise atunci o faimă internațională. 
Kolarov a revenit în Bulgaria în 1945, în timpul ocupației țării de către Uniunea Sovietică, și a fost ales din nou în Adunarea Națională. În anul 1946, a fost reales. El a îndeplinit funcția de președinte al Adunării Naționale (15 decembrie 1945 - 8 decembrie 1947). 
Vasil Kolarov a condus delegația bulgară la Conferința de Pace de la Paris în 1946. După răsturnarea monarhiei în Bulgaria la 15 septembrie 1946, Kolarov a devenit președinte al Președinției Provizorii a Bulgariei (15 septembrie 1946 - 7 noiembrie 1947), în perioada creșterii rolului politic al comuniștilor în țară și a servit ca șef al statului, înainte de adoptarea Constituției din 1947. 
În perioada 11 iulie 1947 - 6 august 1949, a îndeplinit funcția de ministru de externe în guvernul condus de Gheorghi Dimitrov. Acesta a murit la 2 iulie 1949, iar Kolarov a fost desemnat la 20 iulie pentru a-l înlocui în funcție. El a îndeplinit funcția de prim-ministru până la moartea sa survenită câteva luni mai târziu. A murit la Sofia. Inițial a fost înmormântat în mausoleul lui Gheorghi Dimitrov, dar ulterior rămășițele sale pământești au fost mutate, în 1990, în Cimitirul Central din Sofia. 
În onoarea lui Kolarov, în 1923, satul Spaski în regiunea Tomsk a Republicii Sovietice Socialiste Federative Ruse a primit numele său (Kolarovo).

## Lucrări publicate
- Din Rusia bolșevică (1957)
- Criza partidulului (1958)
- Memorii, 1891-1924 (1968)